# Singles II (中島みゆきのアルバム)
『Singles II』（シングルス・ツー）は、1994年4月21日に発売された中島みゆきの2枚組コレクション・アルバムである。

## 解説
- 『Singles』に続く中島みゆきのシングルコレクション第2弾。発売当時はポニーキャニオンからリリースされていたが、2004年7月21日にヤマハミュージックコミュニケーションズから再リリースされている。
- 1987年10月5日にリリースされた「御機嫌如何」から1993年12月1日にリリースされた「時代/最後の女神」まで、A面B面を交互に発売順とは逆の順番で収録されている。
- 全曲リマスタリングによって、音質が改善している。本作以降の中島のベスト・アルバムは全てリマスタリングが施されている。
- CD、APO-CD、カセットテープの3種類の形態で発売された。中島のベスト・アルバムでAPO-CDが発売されたのは本作のみである。
- 2002年4月17日には、またその続編である『Singles 2000』が、2013年11月20日には第4弾である『十二単〜Singles 4〜』が発売された。

## 収録曲
- 作詞・作曲：中島みゆき、編曲：瀬尾一三（特記以外）

### Disc1
1. 時代
  - 30枚目のシングルでアルバム『時代-Time goes around-』からのシングルカット曲で、1996年にリリースされたアルバム『大吟醸』にも収録されている。郵政省「年賀はがき」のCMソングとして同年から2000年まで8年にわたって起用され、中島本人もCMに出演している。
2. 最後の女神
  - 「時代」との両A面扱いでリリースされた曲でTBS系『筑紫哲也 NEWS23』テーマソング。オリジナルアルバムには未収録だが、1996年にリリースされたアルバム『大吟醸』に収録された。
3. ジェラシー・ジェラシー
  - 29枚目のシングル、アコースティック・ギターを前面に出した転調が激しい曲である。オリジナルアルバムには未収録。
4. 兆しのシーズン
作曲：筒美京平
  - 29枚目のシングルのカップリング曲で、作曲は筒美京平によるもの。こちらもオリジナルアルバムには未収録。
5. 浅い眠り
  - 28枚目のシングル、フジテレビ系列のテレビドラマ『親愛なる者へ』の主題歌で大ヒットとなった曲である。アルバム『EAST ASIA』に収録。
6. 親愛なる者へ
  - 28枚目のシングルのカップリング曲で、1979年にリリースされた『親愛なる者へ』に収録されている「断崖 -親愛なる者へ-」のリメイク曲。
7. 誕生
  - 27枚目のシングル、東宝映画『奇跡の山 -さよなら、名犬平治-』主題歌、アルバム『EAST ASIA』に収録。
8. Maybe
  - 27枚目のシングルのカップリング曲で、アルバム『歌でしか言えない』からのリカットされた楽曲。パナソニック「ブレンビー」のCMソングとしても起用された。
9. トーキョー迷子
  - 26枚目のシングル、アルバム『歌でしか言えない』にも収録されているが、そちらは新たにリミックスされたもの。
10. 見返り美人 (2nd Version)
  - 26枚目のシングルのカップリング曲で、1986年にシングルでリリースされ、アルバム『36.5℃』にも別バージョンで収録された楽曲のリメイク曲。この曲はライヴアルバム『歌暦』にも収録されていることから、4つの音源があることになる。

### Disc2
1. with
  - 25枚目のシングル、アルバム『夜を往け』からのシングルカット曲で松竹映画『息子』のイメージソング、1998年にリリースされたベストアルバム『大銀幕』にも収録されている。
2. 笑ってよエンジェル
  - 25枚目のシングルのカップリング曲として書き下ろされた楽曲。アルバム『歌でしか言えない』にも収録されている。
3. あした
  - 24枚目のシングルKDD「001」のCMソングに起用される。アルバム『夜を往け』にも収録されているが、そちらは新たにリミックスされたもの。
4. グッバイガール
  - 24枚目のシングルのカップリング曲、同名のアルバムには収録されていない。
5. 涙 -Made in tears-
  - 23枚目のシングル、前川清に提供された楽曲のセルフカバー（前川版のタイトルは「涙」）で、アルバム『グッバイガール』にも収録されている。なおこの曲からほとんどの編曲が瀬尾一三に委ねられる。
6. 空港日誌
  - 23枚目のシングルのカップリング曲、薬師丸ひろ子に提供された楽曲のセルフカバーでオリジナルはアルバム『星紀行』に収録されていた。自らが歌うにあたり、歌詞が一部変更されている。中島のオリジナルアルバムには未収録。
7. 仮面
作曲：甲斐よしひろ、編曲：椎名和夫
  - 22枚目のシングル、作曲は甲斐よしひろによるもの。アルバム『中島みゆき』にも収録。
8. 熱病 (2nd Version)
編曲：椎名和夫
  - 22枚目のシングルのカップリング曲、1985年にリリースされたアルバム『miss M.』に収録されていた楽曲のリメイク曲。このバージョンはオリジナルアルバムには未収録。
9. 御機嫌如何
編曲：椎名和夫
  - 21枚目のシングル、アルバム『中島みゆき』にも収録。後に郵政省「かもめーる」のCMソングとして起用され、中島本人も出演している。
10. シュガー
編曲：椎名和夫
  - 21枚目のシングルのカップリング曲、オリジナルアルバムには未収録だが、1992年にリリースされたアルバム『中島みゆき BEST SELECTION II』にも収録されている。